# 112-я отдельная бригада территориальной обороны (Украина)
112-я отдельная бригада территориальной обороны (112 ОБрТрО, в/ч А7040) — кадрированное в мирное время формирование Сил территориальной обороны Вооруженных Сил Украины в Киеве. Бригада находится в составе Регионального управления «Север» Сил ТрО.

## История
20 декабря 2017 на базе Киевского городского сборного пункта с военными комиссарами областных военных комиссариатов оперативного командования «Север» их заместителями и военных комиссаров районных военных комиссариатов города Киев и Киевской области проведено занятие по порядку формирования и подготовки бригады территориальной обороны.
Руководящим составом оперативного командования «Север» на учебных местах организованы и практически проведены основные вопросы формирования и подготовки бригады территориальной обороны. Рассмотрены вопросы мобилизационного развертывания, проведения профессионально-психологического отбора, размещения, питания военнослужащих, организации медицинского осмотра, связи, задач и мер РХБ защиты, приема техники национальной экономики, проведения боевого слаживания бригады территориальной обороны.
13—19 мая 2019 года в Киеве проходили учения по планированию обороны Киева и индивидуальной подготовке офицеров подразделений 112-й бригады территориальной обороны. Командно-штабные учения проходили на базе Киевского городского военного комиссариата. Среди офицеров управления бригады и шести отдельных батальонов как боевые офицеры, так и выпускники военных кафедр гражданских вузов, ранее не проходивших военную службу. Большинство привлеченных офицеров — резервисты, которых на время учений призвали на учебное собрание. За ними сохраняется место работы и средний заработок, также они получают денежные выплаты за время прохождения сборов, что существенно возрастает при заключении контракта-резервиста.
После начала полномасштабного российского вторжения на Украину 24 февраля 2022 года во время обороны Киева бригада вела бои на броварском и гостомельском направлении, в Буче, Ирпене, Мощуне и Чернобыле. После отступления российских войск из Киевской области подразделения бригады были передислоцированы на восток Украины.
28 июля 2023 года 112 отдельная бригада территориальной обороны Сил территориальной обороны Вооруженных Сил Украины указом Президента Украины Владимира Зеленского отмечена почетным отличием «За мужество и отвагу».

## Эмблема
В эмблеме бригады — стилизованное изображение золотого Лука со стрелой, вписанного в золотой круг, являющийся центральным элементом сотенных флагов Киевский казацкий полк.

## Структура
- управление (штаб) 112-й ОБрТрО
- 126-й отдельный батальон территориальной обороны (Дарницкий р-н)
- 127-й отдельный батальон территориальной обороны (Деснянский р-н)
- 128-й отдельный батальон территориальной обороны (Днепровский р-н)
- 129-й отдельный батальон территориальной обороны (Оболонский р-н, в/ч А7295)
- 131-й отдельный батальон территориальной обороны (Святошинский р-н)
- 244-й отдельный батальон территориальной обороны (Оболонский р-н)
- рота разведки
- авторота
- рота материально-технического обеспечения
- рота связи
- зенитный взвод
- инженерная рота

## Командования
- Подполковник Белосвит Николай Владимирович (2018—2021)[9].
- Полковник Павлий Александр Степанович (2022—2023)
- Полковник Косенко Владислав Васильевич (2023 — н.в.) .

## Потери

### 2022
- Федоровский Сергей Иванович (10 ноября 1993—13 апреля 2022) — погиб в бою во время отступления возле Боровой Харьковской области .
- Головатый Владимир Валентинович (1982-11 октября 2022) — погиб в селе Бахмутское, защищая город Бахмут
- Попович Михаил (1988-17 октября 2022) — погиб в ходе контрнаступления на Херсонском направлении

### 2023
- Щукин Игорь Валерьевич «Рыбак» (15 декабря 1985-03 марта 2023) — погиб в бою в н.п. Диброва под Кременной, Луганской обл. вследствие прямого попадания мины в окоп.
- Федина Олег Иванович «МЕТРО» (06 августа 1979—15 апреля 2023) — Погиб в бою вблизи н.п. Диброва, Луганская обл. в составе 126 батальона[10].
- Мельниченко Владислав Владимирович «Папай» (1972-10 мая 2023) — погиб в бою за Бахмут, на окраине с. Ивановское в составе 128 О ТрО
- Ковалев Олег Сергеевич (1970—17 мая 2023) — погиб в бою за Бахмут
- Левченко Сергей Владимирович (24 октября 1985-30 июня 2023) — погиб возле н.п. Раздолевка близ Бахмута вследствие попадания КАБ.
- Витковский Александр Романович «Искандер» (22 июня 1997-30 июня 2023) — погиб около н.п. Раздолевка близ Бахмута вследствие попадания КАБ.
- Майсузенко Виталий Валентинович Мао (3 сентября 1980-3 января 2024) — погиб в бою за Бахмут, возле с. Ивановское в составе 131 батальона
- Литвиненко Николай «Блэк», Солдат — погиб 23 июня 2023 во время выполнения боевого задания возле села Ивановское Донецкой области.

### 2024
- Парамонов Иван Александрович (17 января 1996—2024 год) — погиб в Харьковской области от ранений осколками в шею и сердце[11][12][13][14].